# ジョン・ニューカム
ジョン・ニューカム（John Newcombe、フルネーム：ジョン・デビッド・ニューカム （John David Newcombe）、1944年5月23日 - ）は、オーストラリア・シドニー出身の男子テニス選手。
1960年代から1970年代前半にかけて、オーストラリア・テニス界の黄金時代を築いた名選手のひとりである。重いサービスとフォアハンド・ストローク、ボレーを中心に組み立てるプレー・スタイルで、芝生のウィンブルドン選手権を最も得意にした。
4大大会でシングルス通算7勝（全豪オープン2勝、ウィンブルドン3勝、全米オープン2勝）を挙げたが、赤土のクレーコートが苦手で、全仏オープンではどうしても優勝できなかった選手の1人である。

## 来歴
ジョン・ニューカムは子供の頃から様々なスポーツに親しんだが、本格的にテニスに専念したのは17歳を過ぎてからだったという。当時の男子テニス国別対抗戦・デビスカップのオーストラリア代表監督だったハリー・ホップマン（1906年 - 1985年）に才能を認められ、ニューカムは1963年からデビスカップのオーストラリア代表選手となった。1964年から1967年まで、ニューカムはオーストラリア・チームのデ杯4連覇に貢献した。1967年に、ニューカムはウィンブルドン選手権と全米選手権で4大大会2連勝を達成する。この当時、ニューカムはアマチュアのテニス選手であった。この年まで、テニス4大大会（全豪選手権、全仏選手権、ウィンブルドン選手権、全米選手権）の出場資格はアマチュア選手に限定されていた。
その翌年、1968年にテニス史上最大の転換期が訪れ、4大大会の「オープン化」措置が実施された。これはプロテニス選手の4大大会出場を解禁する措置のことで、大会の名称もそれぞれ全豪オープン、全仏オープン、ウィンブルドン選手権、全米オープンに変更された。1968年以後のテニス記録は「オープン化時代」（Open Era）と呼ばれ、それ以前の時代とは明確に区別される。ニューカムはそれまでアマチュア選手であったが、この措置が実施された後プロ選手に転向した。1970年と1971年、ニューカムはウィンブルドン選手権で大会2連覇を達成した。1973年には全米オープンで6年ぶり2度目の優勝を飾っている。ウィンブルドンと全米オープンにおいては、ニューカムの初優勝はアマチュア選手時代の1967年であったことから、これら2つの大会ではアマチュアとプロの両方の立場でタイトルを獲得する偉業を成し遂げた。地元の全豪オープンでは1973年と1975年の2度優勝しているが、これらは「オープン化時代」以後にプロ選手として獲得したものである。プロ選手としてのニューカムは、シングルス32勝とダブルス41勝を記録し、1974年に男子プロテニスツアーで世界ランキング1位の座についた。
ジョン・ニューカムはダブルス選手としても優れ、同じオーストラリアのトニー・ローチとのペアで天下無敵の強さを発揮した。ニューカムはダブルスではすべての4大タイトルを獲得しているが（全豪5勝、全仏3勝、ウィンブルドン6勝、全米3勝＝総計17勝）、そのうち12勝がローチとのコンビである。（ニューカム&ローチ組の4大大会ダブルス優勝：全豪4勝、全仏2勝、ウィンブルドン5勝、全米1勝＝総計12勝）男子テニスの歴史を通じて、同一ペアですべての4大大会男子ダブルス・タイトルを獲得した組は6組だけであるが、ニューカム&ローチ組はその1つに数えられる。1986年、ニューカムはローチと一緒に国際テニス殿堂入りを果たした。

## 4大大会優勝
- 全豪オープン 男子シングルス：2勝（1973年・1975年）/男子ダブルス：5勝（1965年・1967年・1971年・1973年・1976年）
- 全仏オープン 男子ダブルス：3勝（1967年・1969年・1973年） ［全仏のみ、男子シングルス優勝なし］
- ウィンブルドン 男子シングルス：3勝（1967年・1970年&1971年）/男子ダブルス：6勝（1965年・1966年・1968年-1970年・1974年） ［男子シングルス2連覇・男子ダブルス3連覇を含む］
- 全米オープン 男子シングルス：2勝（1967年、1973年）/男子ダブルス：3勝（1967年・1971年・1973年）/混合ダブルス：1勝（1964年）

| 年     | 大会                 | 対戦相手                 | 試合結果                |
| ------ | -------------------- | ------------------------ | ----------------------- |
| 1967年 | ウィンブルドン選手権 | ウィルヘルム・ブンゲルト | 6-3, 6-1, 6-1           |
| 1967年 | 全米選手権           | クラーク・グレーブナー   | 6-4, 6-4, 8-6           |
| 1970年 | ウィンブルドン選手権 | ケン・ローズウォール     | 5-7, 6-3, 6-2, 3-6, 6-1 |
| 1971年 | ウィンブルドン選手権 | スタン・スミス           | 6-3, 5-7, 2-6, 6-4, 6-4 |
| 1973年 | 全豪オープン         | オニー・パルン           | 6-3, 6-7, 7-5, 6-1      |
| 1973年 | 全米オープン         | ヤン・コデシュ           | 6-4, 1-6, 4-6, 6-2, 6-3 |
| 1975年 | 全豪オープン         | ジミー・コナーズ         | 7-5, 3-6, 6-4, 7-6      |

## 4大大会シングルス成績
略語の説明
| W | F | SF | QF | #R | RR | Q# | LQ | A | Z# | PO | G | S | B | NMS | P | NH |

W=優勝, F=準優勝, SF=ベスト4, QF=ベスト8, #R=#回戦敗退, RR=ラウンドロビン敗退, Q#=予選#回戦敗退, LQ=予選敗退, A=大会不参加, Z#=デビスカップ/BJKカップ地域ゾーン, PO=デビスカップ/BJKカッププレーオフ, G=オリンピック金メダル, S=オリンピック銀メダル, B=オリンピック銅メダル, NMS=マスターズシリーズから降格, P=開催延期, NH=開催なし.
| 大会           | 1960 | 1961 | 1962 | 1963 | 1964 | 1965 | 1966 | 1967 | 1968 | 1969 | 1970 | 1971 | 1972 | 1973 | 1974 | 1975 | 1976 | 1977 | 1978 |
| -------------- | ---- | ---- | ---- | ---- | ---- | ---- | ---- | ---- | ---- | ---- | ---- | ---- | ---- | ---- | ---- | ---- | ---- | ---- | ---- |
| 全豪オープン   | 1R   | A    | QF   | QF   | QF   | SF   | SF   | SF   | A    | QF   | QF   | 3R   | QF   | W    | QF   | W    | F    | QF   | A    |
| 全仏オープン   | A    | 3R   | 3R   | A    | 2R   | QF   | 3R   | 4R   | A    | QF   | A    | A    | A    | 1R   | A    | A    | 1R   | A    | A    |
| ウィンブルドン | A    | 1R   | 2R   | 1R   | 1R   | 4R   | 3R   | W    | 4R   | F    | W    | W    | A    | A    | QF   | A    | 3R   | A    | 4R   |
| 全米オープン   | A    | A    | A    | 4R   | A    | A    | F    | W    | QF   | SF   | SF   | 1R   | 3R   | W    | SF   | A    | A    | A    | A    |

## 男子ダブルスの4冠達成ペア
- フランク・セッジマン&ケン・マグレガー （ともにオーストラリア、1951年に唯一の「年間グランドスラム」）
- ケン・ローズウォール&ルー・ホード （ともにオーストラリア、1953年 → 1956年）
- ロイ・エマーソン&ニール・フレーザー （ともにオーストラリア、1959年 → 1962年）
- ジョン・ニューカム&トニー・ローチ （ともにオーストラリア、1965年 → 1967年）
- マーク・ウッドフォード&トッド・ウッドブリッジ （ともにオーストラリア、1992年 → 2000年）
- ヤッコ・エルティン&ポール・ハーフース （ともにオランダ、1994年 → 1998年）
- ボブ・ブライアン&マイク・ブライアン （ともにアメリカ、2003年 → 2006年）